# بيتر مكاي
بيتر مكاي (بالإنجليزية: Peter McKay)‏ (23 فبراير 1925 في المملكة المتحدة - 4 يناير 2000 في المملكة المتحدة) هو لاعب كرة قدم بريطاني (وحمل سابقاً جنسية المملكة المتحدة لبريطانيا العظمى وأيرلندا) في مركز الهجوم. لعب مع دندي يونايتد ونادي بيرنلي ونادي سانت ميرين ونادي كوربي تاون.